# Marienthal (Zehdenick)
Marienthal ist seit dem 26. Oktober 2003 ein Ortsteil der Stadt Zehdenick im brandenburgischen Landkreis Oberhavel. Die Einwohnerzahl betrug Ende 2023 409.
Marienthal bildete eine Exklave der Herrschaft Ruppin und später des Kreises Ruppin, bis es 1817 an den neuen Kreis Templin kam.
Wegen seiner Lage am Großen Wentowsee und am 1732 erbauten und 1816 ausgebauten Wentowkanal besaß Marienthal in der Vergangenheit Bedeutung für die Binnenschifffahrt. Davon zeugt der 1842 gegründete und noch immer existierende Schifferverein. Für 1861 werden 24 Schiffseigentümer mit 24 Segelschiffen sowie 27 Mannschaften erwähnt.